# Peter Arundell
Peter Arundell (Ilford, 8 de noviembre de 1933-Norfolk, 16 de junio de 2009) fue un piloto de automovilismo británico. En Fórmula 1 corrió 13 Grandes Premios, obtuvo dos podios y 12 puntos, siempre con Team Lotus.

## Resultados

### Fórmula 1
(Clave) (negrita indica pole position) (cursiva indica vuelta rápida)

| Año         | Escudería  | 1       | 2       | 3       | 4       | 5       | 6      | 7     | 8     | 9     | 10  | Pos. | Puntos |
| ----------- | ---------- | ------- | ------- | ------- | ------- | ------- | ------ | ----- | ----- | ----- | --- | ---- | ------ |
| 1962        | Team Lotus | NED     | MON     | BEL     | FRA DNP | GBR     | GER    | ITA   | USA   | RSA   |     | NC   | 0      |
| 1963        | Team Lotus | MON     | BEL DNP | NED     | FRA DNS | GBR     | GER    | ITA   | USA   | MEX   | RSA | NC   | 0      |
| 1964        | Team Lotus | MON 3   | NED 3   | BEL 9   | FRA 4   | GBR INJ | GER    | AUT   | ITA   | USA   | MEX | 8.º  | 11     |
| 1966        | Team Lotus | MON DNP | BEL DNS | FRA Ret | GBR Ret | NED Ret | GER 12 | ITA 8 | USA 6 | MEX 7 |     | 17.º | 1      |
| Referencia: |            |         |         |         |         |         |        |       |       |       |     |      |        |